# Fermedo
Fermedo es una freguesia portuguesa del concelho de Arouca, con 15,05 km² de superficie y 1.504 habitantes (2001). Su densidad de población es de 99,9 hab/km².